# Државни резерват Хосровске шуме
Државни резерват Хосровске шуме је резерват природе у Араратској провинцији Јерменије. Резерват је једно од најстаријих заштићених подручја на свету са историјом од око 1.700 година. Основан је у 4. веку (334–338) по наредби краља Хосрова Котака, који му је дао име. Основан је да побољша природне климатске услове суседних територија Арташата – главног града Јерменије датог периода и новооснованог града Двина да би се обезбедило очување и обогаћивање флоре и фауне; служе као терен за краљевски лов, војне вежбе и забаву.
Ово подручје је проглашено државним резерватом у септембру 1958. и покрива око 232.135 хектара на надморској висини од 700 до 2.800 метара изнад нивоа мора. Резерват Хосров штити шуме клеке и храста из терцијарног периода, аридне асоцијације полупустињских и гаригских предела и других медитеранских реликтних биљних екосистема, као и генетски фонд ретких животиња и биљака прилагођен условима резервата. Укључује и мочваре од међународног значаја. Државни резерват Хосровске шуме, захваљујући својим бројним особеностима, јединствен је не само у Јерменији, већ иу целом екорегиону Кавказа.
Од 2002. године административне, научне, практичне и организационе активности у резервату спроводи Државна некомерцијална организација Државног резервата Хосровске шуме (СНЦО) Агенције за управљање биоресурсима под покровитељством Министарства заштите природе Јерменије. Према резервисаној повељи (Одлука Владе Р. бр. 925 од 30. маја 2002. године, Анекс 1), основни циљеви оснивања резервата су обезбеђивање природног развоја водених и копнених екосистема сливова река Азат и Веди, заштита предела и биолошке разноврсности укључујући генетски фонд ретких биљака и животиња, као и научна истраживања и истраживања. предуслови за развој научно-образовног туризма, еколошко образовање и одговорност.
Следећа заштићена подручја су под подређеношћу Државног резервата Хосровске шуме: СНЦО:
- Државни резерват Хосровске шуме, који је тренутно подељен на четири округа - Гарни (4.253 ха), Какавберд (4.745 ха), Хосров (6.860,8 ха) и Хачадзор (7.354,7 ха).
- Државно светилиште Гораванска пешчара (95,99 ха)
- Државно светилиште Кор Вирап (50,28 ха)

Схватајући значај резервата, СНЦО Државног резервата Хосровске шуме је 26. августа 2013. године добио Европску диплому заштићених подручја.
Резерват има дивне пределе, богат биолошку разноврсност, огромну разноврсност занимљивих и значајних нетакнутих шума које су резултат дуготрајног очувања, правилног плана управљања и структуре. О брижном односу Јермена према историјским споменицима сведочи и Хосровска шума. Захваљујући њиховом ставу, прашума која се налази у близини садашње престонице Јерменије-Јеревана очувана је већ 17 векова.

## Историја резервата
Резерват ужива дугогодишњу репутацију шумског тракта са спектакуларним пејзажима и богатим историјским наслеђем које је најближи део нетакнуте природе престоничкој агломерацији. Очување дивљих животиња и заштита природе започели су у Јерменији пре много векова.
Резерват је основао краљ Хосров III из Краљевине Јерменије који је владао од 330. до 339. године, по коме је резерват и добио име. Хосров је наредио да шума буде резерват за побољшање природно-климатских услова суседног града Арташата како би се обезбедило очување и обогаћивање флоре и фауне. Такође је наредио засад дрвећа на високој падини планина. Такође је служио као краљевско земљиште за лов, за обављање војних вежби и забаву. Касније је шума обогаћена ловачким животињама довоженим из других места, посебно из Ирана. Овај резерват који је основао Хосров био је једини државни шумски резерват у Римском царству и међу првима у том региону. Хосров је био први хришћански монарх као владар државе који је успоставио резерват за очување природе и био је једини познати монарх као потомак дијадоха и далеки сродник грчког краља Александра Великог и као далеки сродник по оцу персијског краља Дарија I  који је то учинио.
Према Фаусту Византијском, постојале су две ограђене шуме, једна која се звала 'Тачар Мајри' (Света шума) и 'Хосровакерт', које су обе биле успостављене на обе обале реке Азат. Шума Тачар Мајри почињала је од храма Гарни и протезала се до града Двина. Хосровакерт је успостављен између Арташата и Двина дуж трске. Током векова Хосровакерт је нестао, а преостали Тачар Мајри је касније спојен са природном шумом. Други јерменски историчар Мојсије из Хорене помиње у својим списима историју шуме. Према Мојсију из Хорене, израз 'Хосровска шума' је повезан са краљем Хосровом. Такође људи у Јерменији овековечују име краља Хосрова не само за име шуме, већ и за насеље, реку и планину (планина Хосровасар) по имену монарха. Пут свиле је прошао кроз територију резервата.
У доба Совјетског Савеза, Хосровска шума је издвојена као шумарија, а 13. септембра 1958. Шумарија Гарни је добила статус резервата Хосров (тада Гарни). Величина резерве је тада била 14.861 квадратних километара. Резерват је постао заштићено подручје јер висококвалитетна слатка вода снабдева реку Азат, која се спушта до Јеревана и шума које се предају. 1990. резерва је постала 29.196 квадратних километара у коју су укључена нека суседна земљишта и 2006–2007. резерва је смањена на 23.878 квадратних километара.
Резерват има званични статус ИУЦН Иа категорије. Од 1995. године резерват је подређен Министарству заштите природе Јерменије, којим управља Агенција за управљање биолошким ресурсима и послује као непрофитна организација резервата Хосров. Између 2006. и 2007. године, био је у току процес израде и одобравања плана управљања резерватом који има за циљ да побољша еколошки и социо-економски статус резервата који је произашао из усаглашености са Конвенцијом о биолошкој разноврсности из 1993. године.
У првом тромесечју 2008. године, школарци из села у највећим селима у близини резервата били су укључени у програм подизања свести о резервату. Међу програмима је била и кампања о очувању леопарда, јер је резерват једно од „жаришта“ за персијског леопарда. Дана 9. септембра 2008. године отворен је Центар за посетиоце у округу Гарни резервата за посетиоце и туристе  у циљу едукације посетилаца и подизања свести о резервату о његовој природној и људској историји. Резерват је 4. априла 2012. године добио европску диплому о заштити животне средине и очувања од стране Савета Европе.

## Геологија
Геологија резервата је храпава и има типичан планински венац, који обухвата густу мрежу главних и гранастих гребена, високих платоа и дубоких кањона уздигнутих масивима и врховима вулканског штита. Постоје трагови претходне тектонске активности разних раседа и пукотина. Стене, вулканске наслаге и магматски интрузији датирају из периода креде и преолигоцена. Доминантне стене су квартарни фрагментарни остаци и ефузивни. Због топлог времена и утицаја воде, постоји интензиван еолски процес који је обликовао бројне природне геолошке фигуре и већина падина је стрма, са нагибом већим од 30°. Средње коте појаса су 1.500 до 2.300 метара изнад нивоа мора покрива око половину територије резервата и представља изразито неравни терен састављен од набораних и детриталних гребена. Ниска надморска висина појаса испод 1.500 метара обележена је огромним површинама пустара.

## Водни ресурси
Главне реке у резервату су Азат и Веди.
Дужина реке Азат је 55 километара и има басен који заузима 572 квадратних километара. Дубока је са релативно једнаким протоком. Пуни је углавном у априлу и мају и има снежно-кишни и подземни мешовити извор.
Одређени обални делови реке су понекад замрзнути зими. На притокама реке Азат налазе се бројни мали водопади.
Река Веди почиње од 2.700 метара висине. Дужина реке је 58 километара, пад је 1.910 метара, а површина слива је 633 квадратних километара. Речни ток има типичне сезонске карактеристике, углавном са мешовитим изворима.
Десне притоке реке Веди су реке Хосров, Манкук.
У резервату се налази велики број слатководних и минералних изворишта, који су специфицирани због свог стабилног режима.

## Клима
Клима резервата је прилично разнолика углавном због различитих надморских висина.
Сува континентална клима обухвата подручја која се налазе у подножју удубљења Арарата и износе 900 до 1.300 метара изнад нивоа мора. Просечна годишња количина падавина овде је 350–450 милиметара.
Зиме су релативно благе (без стабилног снежног покривача сваке године). Просечна температура у јануару је -4-5 °C. Најнижа температура достиже -25 °C.
Пролеће је кратко, релативно влажно. Од друге декаде маја температура ваздуха снажно расте изнад 15 °C и почиње суво и топло лето.
Лето је дуго и често праћено условима суше. Максималне температуре су у јулу и августу и достижу до 38 °C. Ветрови су типични за другу половину дана у летњим месецима који дувају са гегамских планина.
Умерено топла, сува и умерена климатска зона обухвата територије чије се надморске висине крећу од 1.400 метара до 200 метара изнад нивоа мора. Просечна годишња количина падавина је 500–600 милиметара, број дана без смрзавања је око 200 дана.
Стабилан снежни покривач је специфичан за зимске месеце. Снежни покривач се обично појављује од средине новембра, а нестаје средином марта. Просечна јануарска температура је -5-7 °C. Према дугогодишњим истраживањима, апсолутни минимум се смањује до −30 °C.
Пролеће је дуго и пуно падавина. Често је ноћно смрзавање.
Лето је релативно топло и суво, а одликује се претежно сунчаним данима. Максимална температура је у јулу и августу и достиже до 34 °C.
Јесен је релативно топла. Падавине су честе током прве декаде октобра, док током прве декаде новембра често пада снег.
Умерено хладна климатска зона обухвата територије чије су надморске висине од 2.000 метара до 2.500 метара изнад нивоа мора. Просечна годишња количина падавина је до 800 милиметара а број дана без смрзавања је око 90–120 дана.

## Пејзажи
Пејзажна разноликост Државног резервата Хосровске шуме је због тешког планинског рељефа, стрмог зонирања и посебности земљишно-климатских услова. Од пејзажних типова од полупустињских до планинских и алпских ливада.
Праве и ретке шуме заузимају 16 одсто резервата, отворени травњаци 20 одсто резервата, а ксерофилне заједнице које живе у стенама покривају 64 одсто резервата.
Полупустињски типови предела распрострањени су на 900 до 1.250 метара изнад нивоа мора у подножју планинских ланаца. Суве степе заузимају средње делове планинског појаса (на 1.250 до 2.500 метара изнад нивоа мора), где се може срести/пронаћи источна храстова шума од 1.600 и ретка шума клеке на 1.500 до 2.100 метара изнад нивоа мора.
Такође се могу срести Курика, Мукиња и Lonicera caucasica на одвојеним острвцима или у мешовитим симбиозама.
Планинско-степски и планинско-ливадски пејзажи простиру се на 2.500 метара изнад нивоа мора у подручју резервата; преносе се у субалпске и алпске ливаде у високопланинском појасу.

## Флора
На територији резервата, који чини само 1% целе територије Јерменије, флора броји 1.849 врста високоваскуларних биљака из 588 родова и 107 породица, што чини више од половине флоре Јерменије (укупно више од 3.800 врста) и око једне трећине богатства флоре Кавказа. Богата флора је мешавина ендемичних, ретких и угрожених врста.
Више од 80 врста које се јављају на територији резервата регистровано је у Црвеној књизи Јерменије као што су Adianthum capillus-veneris L., Amberboa sosnovskyi Iljin, Centaurea erivanensis (Lipsky) Bordz., Scorzonera szovitzii Grossh, Steptorhamphus persicus (Boiss.) O. & B. Fedtsch, Gypsophila aretioides Boiss, Minuartia sclerantha (Fisch. & C.A.Mey.) Thell, Silene arenosa K. Koch, Silene meyeri Fenzl ex Boiss. & Buhse, Salsola tamamschjanae Iljin, Astragalus amblolepis Fisch. ex Hohen, Astragalus basianicus Boiss. & Hausskn, Astragalus grammocalyx Boiss & Hohen, Crataegus pontica K. Koch, као и многе врсте крушке. Од 144 ендемске врсте познате из Јерменије, 24 се јављају у резервату, укључујући Aphanopleura trachysperma Boiss, Centaurea vavilovii Takht. & Gabrielian, Steptorhamphus czerepanovii Kirp, Tomanthea daralaghezica (Fomin) Takht, Crambe armena N.Busch, Astragalus holophyllus Boriss, Astragalus massalskyi Grossh, Pyrus theodorovi Mulk, Pyrus chosrovica и други.
У подножју и ниској планинској зони планина Јеранос и Јерак у близини долине Арарат на надморској висини од 800 метара до 1.200, а понекад и до 1.400 полупустиња: пелин, сланкарица, Centaurea erivanensis, Krascheninnikovia, салвија, боквица, Atraphaxis, капар, детелина, Cousinia, Verbascum, Papaver и други родови.
У горњем делу полупустињске зоне налазе се камените и камените падине које се састоје од седиментног кречњака и кречне глине. Ове планинске падине, уништене ерозијом ветра, називају се „скелетне планине“. Они су станиште сувог медитеранског типа вегетације, који је драгуљ резервата. Јужне планинске падине прекривене стеновитим масивима на надморској висини од 1.400 метара покривени су јерменском иранском гаригом (што на грчком значи „суво“) са својим бројним варијететима.
Овај медитерански, тачније типичан балкански тип вегетације карактерише се као сува, кратка, слабо разграната и често бодљикава жбунаста асоцијација. У резервату се састоји од различитих врста, као што су Amygdalus fenzliana, Cerasus, Rhamnus pallasii, spiraea и Pyrus. Заједно са наведеним главним врстама понекад се јављају и врсте боровница (Celtis glabrata), Pistacia atlantica (Pistacia mutica), руј ( Rhus coriaria), ефедра (Ephedraceae) и друге. Грмови расту сами или у групама, али никада не чине хомогени покривач.
Планинске степе, сушне ретке шуме и храстове шуме заступљене су у средњопланинској зони 1.400 до 2.200 метара изнад нивоа мора.
У шумској зони налазе се терцијарне реликтне шуме клеке и храста, које су прилично густе у окрузима Хосров и Кхачадзор резервата.
У резервату се налазе три врсте клеке: Juniperus communis,  Juniperus polycarpos и Juniperus oblonga.
Ретке шуме клеке заузимају не велике површине на којима доминира Juniperus polycarpos. Уз клеку обично иду грузијски јавор, Celtis glabrata, Amygdalus fenzliana, Rhamnus, Lonicera iberica, Viburnum lantana, Sorbus. Јужне стрме осунчане и суве падине прекривају ретке шуме клеке.
Шуме кавкаског храста (Quercus macranthera) могу се наћи на надморској висини од 1.600 до 2.300 метара изнад нивоа мора, које су прилично густе у округу Хосровског резервата познатог као "Трчнаберд". Шуме храста прате јасен (Fraxinus excelsior, Fraxinus rotundifolia), орен (Sorbus aucuparia), крушка (Pyrus), јавор и друге. У шумама је распрострањено жбуње, представљено различитим врстама стабала (Viburnum lantana), орлових ноктију (Lonicera), руже (Rosa) и глога (Crataegus). Вегетација у шумама је богата травом (Poaceae L.).
Планинске степе су прилично хетерогене са различитим формацијама које су назване именом доминантних биљних врста. Тако у степи стипа доминирају различите врсте стипа (Stipa pulcherima K. Koch, длакаво ковиље, понтијско ковиље и др.), а у степи власуља – различите врсте власуља (Festuca L.). У травнато-разнообразним степским травама (Poaceae L.) доминирају врсте јунеграс (Koeleria Pers), тимотхи (Phleum L.) и друге. У раскошној степи осим Poaceae доминирају врсте мачје метвице (Nepeta L.), луцерке (Medicago L.), трифолиум (Trifolium L.) и друге.
У резервату има много биљки полстер, које најчешће доминирају у трагакантним степама: млечница (Astragalus microcephalus, Astragalus lagurus), еспарзета (Onobrychis cornuta), прангос ( Prangos ferulavea) и друге.
Ливадска вегетација покрива надморске висине од 2.100 — 2.200 метара до 2.600 — 2.800. На појединим местима (горњи токови река Манкук и Хосров) ова вегетација је прилично висока и обухвата родове различитих породица са ливадским врстама породице Poaceae као што су тимотијевка (мачји реп), луковичасти јечам (Hordeum bulbosum L.) и др.
Вегетација тугаја (пустиња, речна долина) распрострањена је дуж обала река на којима расту следеће врсте: јасен (Fraxinus), јасика (Populus), врба (Salix), Elaeagnus, Tamarix и друге.

## Фауна
Резерват је познат по својој богатој разноврсности фауне.
У резервату се налази преко 1500 врста бескичмењака, укључујући 1427 врста инсеката, 62 врсте мекушаца и 3 врсте шкорпиона. Заступљеност инсеката у резервату је из редова: вилинских коњица, богомољки, Phasmatodea, правокрилаца, риличара, тврдокрилаца, лептира, двокрилаца и опнокрилаца.
Четрдесет четири врсте бескичмењака укључене су у Црвену књигу животиња Јерменије.

### Инсекти
Фауна инсеката у зони полупустиња је разноврсна и релативно богата ендемским врстама: Armenohelops armeniacus, Melitaea vedica Nekrutenko, Tomares romanovi, Sphenoptera geghardica Kalashian & Zykov, Cryptocephalus araxicola Khnzorian и др.
У зони планинских степа могу се наћи ове врсте: Sympecma paedisca, Cardiophorus pseudo gramineus Марђанијан, Agapanthia korostelevi Данилевски, Parnassius mnemosyne rjabovi Шељужко, мнемозине, Colias aurorina, Colias chlorocoma, Agrodiaetus huberti Carbonell, Agrodiaetus surakovi Dantchenko & Lukhtanov, Osmia cerinthides F. Morawitz, Bombus armeniacus Radoszkovski, Bombus niveatus Kriechbaumer.
У зони шума могу се наћи Papilio alexanor, Maculinea arion zara Jachontov, Hyles hippophaes caucasica, Proserpinus proserpina, Cerambyx cerdo acu minatus Мочулски и други.

### Шкорпиони
Црни или дебелорепи шкорпиони су ретке врсте и могу се наћи само у Араратској долини до 1.000 метара надморске висине. изнад нивоа мора. Жути и разнобојни шкорпиони иду до надморске висине од 1.500 до 2.200 метара изнад нивоа мора и преферирају лагано и добро кондиционирано тло.

### Кичмењаци
Фауна кичмењака у резервату броји 283 врсте. Од њих више од 58 је регистровано у Црвеној књизи Јерменије и 51 на Црвеној листи ИУЦН-а.

### Сисари
На територији резервата живе 44 врсте сисара. Сисаре резервата представљају персијски леопард, евроазијски рис, дивља мачка, мрки медвед, риђа лисица, мала ласица, зец, дивља свиња, безоар.
Персијски леопард је регистрован у Црвеној књизи Јерменије као и на Црвеној листи ИУЦН-а. Леопард је познат као пажљива животиња са добрим видом, слухом и чулом мириса. Активнији је посебно ноћу и ујутру.
Евроазијски рис је највећа од четири врсте риса, дужине од 80 до 130 цм и стоји 60–75 цм на рамену. Реп мери 11 до 24,5 цм. Мушкарци обично имају од 18 до 30 кг, а женке теже 8 до 21 кг.
Мрки медвед је највећи предатор резервата. Насељава сушне ретке шуме, широколисне шуме, планинске травњаке, субалпске и алпске ливаде. Доступност воћа, бобичастог воћа и орашастих плодова као основних намирница је важан фактор дистрибуције медведа. Храни се воћем, бобицама, малим животињама као и стрвином. Крушка, јагода и посебно мед су му омиљена храна. Мрки медвед је регистрован у Црвеној књизи Јерменије, као и на Црвеној листи ИУЦН-а.
У резервату постоје повољна станишта (биотопи) за безоарску козу. Ова животиња је насељавала резерват кроз векове. О његовом дуготрајном постојању на територији сведочи бројни камени цртежи на територији резервата и орнаменти безоара на споменицима из средњег века.
Безоар је добио име захваљујући лоптастим тврдим формацијама – безоарима, који се формирају у њеном стомаку на основу нечег тврдог у храни, на пример, длаке. У прошлости су се користили у народној медицини. Ова животиња се назива и брадата коза јер мужјаци имају дугу браду. Мужјаци имају и велике рогове у облику мача са добро израженим испупчењима на појединим местима. Ове животиње живе у крдима и хране се биљном храном. Високе планинске стеновите падине подељене дубоким клисурама, стеновитим пећинама и планинским терасама са жбунастим растињем омиљена су станишта безоара.
Животни век козе може бити од 10 до 17 година. Безоар коза је регистрована у Црвеној књизи Јерменије, као и на Црвеној листи ИУЦН-а.
Дивља мачка је регистрована у Црвеној књизи Јерменије, као и на Црвеној листи ИУЦН-а. Парење се дешава у фебруару и марту. У априлу и мају се рађају три до осам, обично четири или пет младунаца.

### Гмизавци
У резервату постоје повољна станишта и за гмизавце. Укупно је забележено 33 врсте гмизаваца.
Кавкаска агама (Paralaudakia caucasia), азербејџански гуштер (Darevskia raddei), гуштер Наири (Darevskia nairensis), змијооки гуштер (Ophisops elegans), кавкаски смарагдни гуштер (Lacerta strigata), jaculus се јавља у зони Емири.
Anguis fragilis, златна травната мабуја (Trachylepis septemtaeniata), Шнајдеров скинк (Eumeces schneideri), Typhlops vermicularis, Eirenis collaris, Eirenis punctatolineatus, Hydrophis schmidti, Vipera се може наћи у шумама широколисног и мешовитог типа.
Обична змија (Natrix natrix) и змија коцкица (Natrix tessellata) нису ретке у мочварним подручјима и дуж речних обала.
На стеновитим падинама планинске степске зоне јављају се средњи гуштер (Lacerta media), закавкаска пацовска змија (Zamenis hohenackeri), Coluber ravergieri, Coluber nummifer и Elaphe sauromates.
Корњача (Testudo graeca), Хорватова жабоглава агама (Phrynocephalus horvathi), златна травната мабуја (Trachylepis septemtaeniata), Шнајдеров скинк (Eumeces schneideri), закавкаски пацовски тркач (Zamenis hohenackeri), црноглави ринхокаламус (Rhynchocalamus melanocephalus satunini), мачја змија (Telescopus fallax), јерменска степска змија (Vipera (Pelias) eriwanensis), јерменска или Раддеова поскок-змија (Vipera (Montivipera) raddei) налазе се у Регистру заштићених врста Републике Јерменије.
Јерменска или Раддеова змија (Montivipera raddei) је ендем Јерменског горја. Насељава сушне шуме, ретке шуме клеке, планинске травњаке и камените падине са оскудним дрвећем и шибљем, на висинама од 1.300 до 1.800 метара, понекад и 2.500 до 2.700 метара надморске висине. Активна је од почетка априла до краја октобра. Парење почиње средином маја и траје до краја јуна. Период гравидности траје 150–160 дана. Ововивипарна је. Млади се рађају од краја августа до краја септембра.
Јерменска степска змија (Vipera eriwanensis) је ендемска врста Јерменског горја. Активна је од средине априла до средине октобра и храни се бескичмењацима и гуштерима. Парење се дешава у априлу и мају, у зависности од надморске висине станишта и завршетка хибернације. Ововивипарна је. Млади се рађају од краја јула до средине септембра. Период гравидности траје 90–130 дана.
Транскавкаска пацовска змија (Zamenis hohenackeri) живи у пукотинама стена и ретким шумама клеке. Настањује подручја на око 2.200 m (7.200 ft) надморске висине. Излази из хибернације почетком до средине априла. Храни се мишоликим глодарима и гуштерима, док се млади хране и инсектима. Женка полаже 3–7 јаја средином јуна. Младунци се појављују почетком септембра.
Корњача (Testudo graeca) активна је од априла до средине новембра. Зиму проводи у јазбинама које праве лисице и јазавци. Храни се сочним биљем и, у мањој мери, бескичмењацима. Парење се дешава у априлу и мају. Женка полаже 2–8 јаја од јуна па надаље, до три пута у току сезоне, у јазбине које сама ископа. Период инкубације траје 2–3 месеца. Полну зрелост достиже са 12–14 година.

### Птице
На територији резервата постоји 192 врсте птица које припадају 44 породице. Живот птица у резервату чини 56 одсто авифауне у Јерменији. Тридесет седам врста птица пронађених у резервату Хосров укључено је у Међународну црвену књигу и Црвену књигу Јерменије.
Међу грабљивицама налазе се белоглави суп (Aegypius monachus), ламмергеиер (Gypaetus barbatus Linnaeus), египатски суп (Neophron percnopterus), белоглави суп (Gyps fulvus), бледа еја (Circus pergrinus pernus falnus Тунсталл), соко ланнер (Falco biarmicus Теминцк), северни јастреб (Accipiter gentilis) и други.
Црни суп (Aegypius monachus) гнезди се на врховима клеке, претежно у Хосровском округу резервата. Резерват је једино гнездилиште цинерског супа у Јерменији. То је један од два највећа лешинара Старог света, који достиже максималну тежину од 14 кг, дужину од 12 метара и распон крила до 3 метра. Ови предатори, као и њихови рођаци, хранећи се стрвином, обављају „санитарну функцију“ у природи.
Од птица галинаца често се срећу обична препелица (Coturnix coturnix), сива јаребица (Perdix perdix), јаребица чукара (Alectoris chukar), а ређе каспијска кокош (Tetraogallus caspius).
Каспијски снежак (Tetraogallus caspius), познат и као планински или дивљи снежак, је птица дужине око 60 цм, а понекад и са тежином до 3 кг. Захваљујући снажним ногама (женке имају мамузу), прилично добро хода и трчи. У опасности лети у кратким налетима низ косину уз помоћ широко раширених крила. Често води седећи начин живота, храни се биљкама и инсектима, гнезди се на тлу испод грмља и камења. У резервату се јавља на горњој шумској граници и суседним ливадама на надморској висини од 2.500 метара и више.
Бимакулисана шева (Melanocorypha bimaculata), шева (Alaudidae), Carpospiza brachydactyla, монголска зеба (Bucanetes mongolicus), Rhodopechys sanguineus, финска шева (Oenanthe finschii), курдска зеба, црвенкасти црвендаћ (Cercotrichas galactotes), Hippolais, Менетриесов пехар (Sylvia mystacea), мала сова (Athene noctua), евроазијски уд (Upupa epops), европски пчелар (Merops apiaster) јављају се у каменитом терену.
Шумске територије насељавају европски медоносац (Pernis apivorus), црни змај (Milvus migrans), орао змијар (Circaetus gallicus), Buteoniinae, евроазијски кобац (Accipiter nisus), орао кобац (Hieraaetus pennatus), прстенасти оузел (Turdus torquatus), црвеночели серин (Serinus pusillus), Раддеов акцентор (Prunella ocularis), обична риђовка (Phoenicurus phoenicurus), певачица (Turdus philomelos), зеленкаста певачица (Phylloscopus trochiloides), евроазијска плава сеница (Parus caeruleus), глог (Coccothraustes coccothraustes), сврака, европски зеленаш (Chloris chloris) и друге.
Обични кос (Turdus merula), обични беловрат (Sylvia communis), баштенски кос (Sylvia borin), евроазијски вран (Troglodytes troglodytes) насељавају шумске жбунасте пределе.
У степама су распрострањени сибирски каменчић (Saxicola maurus), обични лин (Linaria cannabina), стрнадица (Emberiza hortulana), европска грлица (Streptopelia turtur) и друге.
Евроазијски стеновити мартин (Ptyonoprogne rupestris), алпски акцент (Prunella collaris), обични камени дрозд (Monticola saxatilis), западњак (Sitta neumayer), белокрила зебљица (Montifringilla nivalis), црвенокљуна зебљица (Montifringilla nivalis), црвенокљуна чаура (Pyrrhocorax pyrrhocorax) и друге птице насељавају високопланинске зоне.

### Водоземци
На територији резервата живи пет врста водоземаца: евроазијска мочварна жаба (Rana ridibunda), зелена жаба (Bufo viridis), дугонога дрвена жаба (Rana macrocnemis), дрвена жаба (Hyla savignyi), источна чешњарка (Pelobates syriacus) је уписана у Црвену књигу Јерменије.

#### Рибе
У резервату живи девет врста риба, а то су: поточна пастрмка ( Salmo trutta fario ), закавкаска мрена (Capoeta capoeta), курска мрена (Barbus lacerta cyri), курска укљева (Alburnus filippi), севернокавкаска укљева ( Alburnus alburnus hohenackeri), вијун са златном шиљком (Sabanejewia aurata), ангорски вијун и Бркица.

## Културно наслеђе
Државни резерват Хосровске шуме је резерват од националног и историјског значаја. Поред тога што је најстарији сачувани музеј флоре и фауне у Јерменији, следећа посебност резервата је богато историјско и културно наслеђе. Удобни углови Хосровске шуме чувају прве отиске људског културног развоја, уклесане слике на стенама, трагове древне цивилизације, археолошке споменике и локалитете од велике историјске и културне вредности.
Подручје је уско повезано са историјом јерменског народа и славним епизодама историјске прошлости почевши од периода политеистичке паганске и хеленистичке културе. Резерват чува древне културне садржаје, историјско-архитектонске споменике, јединствене биљне и животињске врсте, сјајну разноликост научних предела. У историјској прошлости, данашња територија резервата била је укључена у државу Ајрарат Краљевине Метс Хаик. У средњем веку држава је била једно од густо насељених и живахних области. То је било подручје централних провинција Ајрарат и Сјуник Древне Јерменије (Велики Хаик према карти из 7. века), резиденције краљева – престоница Двин и Арташат, резиденција Католикосата ( Хавутс Тар ) – врховног патријарха свих Јермена, као и поприште историјских догађаја. То је било и место где су живеле и деловале познате личности верског и световног живота, као што су Григорије Просветитељ (240–326), Григор Магистрос (11. век), Геворг Марзпетуни (10. век) и други. Кроз територију резервата пролазио је Пут свиле. Сведочанства историјске прошлости – очувани или делимично уништени остаци световних и духовних објеката (тврђаве, замкови, цркве, камени крсташи, остаци напуштених села, гробља и друго) заједно са природним особеностима овог подручја чине резерват Хосровске шуме познатијим и привлачнијим. Постоје различити антички, природни споменици и други природни резервати који се налазе у и у близини резервата за разгледање туриста и посетилаца и вреди их видети. Међу њима су: Агјотс Ванк, Какаваберд, Хавутс Тар, Гарни клисура, Гарни храм и други.
На територији Државног резервата Хосровске шуме регистровано је укупно 312 споменика који су неми сведоци прошлости. ;
- 29 манастира, цркава, капела
- 19 насеља
- цастлес
- 222 укрштених камена и надгробних споменика
- 40 других средњовековних споменика, који су углавном срушени

Манастирски комплекс Хавутс Тар налази се источно од Гарнија, на врху планине која се налази на левој обали реке Азат. Манастирски комплекс је био један од изузетних верских и културних центара средњовековне Јерменије. Григор Магистрос је 1013. године подигао цркву Св. Аменапркиче (Св. Реску) у овом комплексу из раног средњег века. Успон Хавутс Тара био је током 12.-14. века и уништен је великим земљотресом 1679. године.
Астватсатур цатхолицос је обновио манастир у 18. веку. Хавутс Тар се састоји од две спомен-групе које се налазе око сто метара једна од друге. Главна црква (13. век) западне споменичке групе је изнутра крстаста, а споља правоугаона и на 4 угла има молитвене домове. Изграђена је у разноврсној шеми боја од црвенкастог локалног туфа камена, а зидови су богати исклесаним текстовима. Купола и кров су уништени. Године 1721. Астватсатур цатхолицос је започео изградњу цркве Светог Карапета, која је остала недовршена због најезде Лезгина. Према легенди, име Хавутс Тар, што значи лет птица, везује се за јерменског свештеника који је излечио Ленка – Темура који је напао Јерменију. За наплату је тражио од освајача да ослободи онолико затвореника колико је могло да уђе у цркву, а када су затвореници ушли у цркву, свештеник их је претворио у птице. Манастир носи и име Светог Спаса, јер се овде налазио знаменити распеће спасоносни крст.
Хавутс Тар је био катедрала, имао је своју посебну епархију, која је укључивала и град Јереван, што значи да је поглавар Хавутс Тара у исто време био и поглавар Јеревана. Хавутс Тар је био познати центар за израду рукописа, а најстарији познати рукопис настао овде датира из 1214. године.
Након што је тешко оштећен током земљотреса 1679. године, неки радови на обнови су обављени у 20. веку. Тренутно је манастир у рушевинама.

### Агјотс Ванк
Агјотс Ванк се налази 7 километара јужно од Гегарда, на падини планине. Према легенди, почетком 4. века Григор Лусаворич (Просветитељ) је основао манастир на месту сахрањивања свештеника Степанос који је побегао од прогона краља Трдата III, па зашто је други назив цркве Сурб Степанос. Био је један од важних духовних центара средњовековне Јерменије. Постојао је и женски манастир.
Главна црква /Свети Стефан/ подигнута је почетком 13. века. То је куполаста црква са крстастим планом и молитвеним домовима на 4 угла.
На западној страни цркве подигнут је црквени припрата/припрата у другој половини 13. века. Његов кров је наслоњен на пар лукова који се укрштају.
Године 1270. игуман Јеремија је уз помоћ Васака Кхагхбакјана саградио цркву Светог Павла и Петра (Сурб Погхос-Петрос) на северној страни цркве Светог Степана. То је једнобродна црква од филцане базилике са куполом и има три молитвена дома.
Изванредне су скулптуре апостола Петра и Павла са обе стране улаза у цркву.
Манастир Агјотс је био опасан сивоплавим базалтним зидом. Ту су се налазиле уљара, пансион, стамбене и потрошачке зграде, баште и имања. У близини цркве налазе се рушевине гробља са бројним укрштеним и надгробним споменицима. У манастирском комплексу налазе се скулптуре са сликама на старозаветне и новозаветне теме. Епизода из Страшне пресуде извајана/уклесана на западном прочељу цркве Светог Стефана.
Манастир Агјотс није служио само као верски/духовни већ и образовни центар. Познати/познати средњовековни историчар и педагог Вардан Аревелци /Вардан Гандзакетси/ основао је овде школу у другој половини 13. века.
Манастир Агјотс је више пута био изложен пљачки и пустошењу (током напада персијског шаха шаха Абаса/1603-1605/; великог земљотреса/1679/; последњих напада Лезгина и сукоба између хришћана и муслимана одржаних у региону/1905/1905.
Сачувани су неки зидови црквеног припрата/припрате.

### Гегмаховит
Налази се на ушћу реке Азат и притока Агџо и Глан. Петоугаона црква базиличне структуре, саграђена од тесаног камена, налази се у центру села. Има покривач од филца. Очувани су поједини делови венца.
Не постоје сачувани историјски подаци о оснивању цркве у селу Гегмаховит, иако архитектонске анализе показују да је саграђена у 5–6. веку. Током истраживања овог споменика пронађен је запис на камену, уклесан на грчком језику са обрнутим словима, тако да може да се прочита уз помоћ огледала. Јерменски превод записа гласи: „Здравље“ и „Блаженство“. Очуване су украшене капе и фреске, у чијем су центру уклесани крстови са једнаким крацима. Црква се сматра једним од најбољих примера рано-средњовековне архитектуре.

### Покр Шен (Аваник)
Напуштено село Аваник или Покр Шен налази се на висоравни на десној страни реке Азат. У источном делу Аваника налазе се рушевине цркве, која је, према историјско-архитектонским анализама, подигнута у 6–7 веку. У западном делу цркве налази се духовни споменик са уклесаним крстовима, а испод јужног зида се налазе крстасти камени надгробници из 9–10. века. У Аванику се налазе и разрушени остаци бројних квадратних и правоугаоних стамбених објеката, извориште на североистоку, као и надгробни споменици на јужном делу села.

### Какаваберд
Какаваберд представља изузетан пример утврђења у историјској Јерменији. Налази се 12 км југоисточно од Гарнија, на десној обали реке Азат. Тврђава и данас постоји и прилично је добро очувана. Са три стране је неприступачна јер је окружена природним провалијама и огромним стенама. Четврта страна је ограђена јер није била заштићена природним препрекама. Зидови који се протежу ка североистоку имају дебљину од 2 до 2,5 метара, док је код капије дебљина 2,60 м. Висина зидова је 8,15 м. Северне куле су осам на броју, и висине су преко 10 метара. На дну неких кула налазе се предсобља, као и кружна просторија и мала прозорска окна унутар кула. Код улаза у тврђаву налази се капела уклесана у стени са крстом уклесаним на предњој страни. Цитадела се налази на западној страни тврђаве. Приметни су и остаци грађевина. Назив „Какаваберд“ потиче од великог броја јаребица у том подручју, а првобитни назив је био „Гегхамски манастир“ по висоравни Гегхам. Такође се назива и Татул тврђава јер личи на Тмкаберд у Јавакху. Ованес Драшанакерци (9–10. век) први је поменуо тврђаву описујући повлачење арапског генерала Бшерија, који је поражен у морској бици на Севану од стране Ашота Ерката /Гвозденог/ Багратунија. У 11. веку тврђава је била у власништву Пахлавунија, а у 12–13. веку владали су Прошјани. Касније је Стефанос Орбелијан оставио писани запис о тврђави, назвавши је „Геги“, у опису битке код села Гарни 1225. године. Не постоје прецизни подаци о оснивању и разарању Какаваберда. Вероватно је разрушена у земљотресу 1679. године, након чега није обновљена.

### Бердатак
Налази се у долини реке Азат, југоисточно од села Гегмаховит. Постојало је до 1950-их. Руине старог насеља Бердатак налазе се у Какавадзору, подножју стене на којој се налази значајна средњовековна тврђава Какаваберд. Име Бердатак вероватно потиче од тог положаја. Ненасељено село било је насељено у 17–18. веку, највероватније након снажног земљотреса 1679. године. Из Бердатака се пружа прелепа панорама ка Хазарадзору, стенама Какаваберда и кањону Кајару.

### Хосров (ненасељено село)
Ненасељено село налази се на десној обали реке Хосров. Било је насељено до 1940-их. Не постоје сачувани писани подаци о оснивању села, али историјски споменици указују на његову старост.
Период од 12. до 16. века био је процват села. Тамо се могу видети остаци рушевина цркве из 13. века, гробље из 12–16. века и капела уклесана у стени између 11. и 13. века.
Ненасељено село Хосров и црква са куполом и једним улазом вероватно су основани у 12. веку. Са територије старог села види се масив (тврђава птица) на надморској висини од 2.000—2.100 m (6.600—6.900 ft). То је омиљено станиште грабљивица.

### Манкук (ненасељено село)
Ово древно место налази се у горњем делу долине реке Манкук. Копнени пут води из Џгона, пресеца шуму на планинским падинама Хача и поново силази у долину реке Манкук, где се налазе два ненасељена села. До 14. века, породица Мамиконјан је имала поседе у Манкуку, где се налази маузолеј те породице, породично гробље са више од десет изузетно украшених крстастих камених надгробника, као и гробови Тороса, Григора и Маријам Мамиконјан.
Старо велико гробље налази се на источном висоравном делу рушевина села, са бројним пажљиво изрезбареним хачкарима (крстовима). Већина крстова је масивна и са богатим и трајним записима.
Ту се налази и делимично оштећени, прецизно изрезбарени хачкар из 10–11. века на коме је записан назив „Сакраберд“.

### Сакраберд
Постоје записи из раног средњег века који помињу Сакраберд као један од центара владарске резиденције министарства Урцеац. То је једна од најстаријих и најзначајнијих тврђава државе Ајрарат. Газарос Парпеци је забележио податке о овој тврђави. Сакраберд се помиње и у „Хајсмавурку“ написаном 1492. године. Овде се наводи село Сакраберд са црквом Светог Степаноса која је вероватно била у близини тврђаве. Село је добило име по тврђави. Сакраберд је напуштен после депортације 1604. године.
Сакраберд се налази на левој обали реке Хосров, на врху високе стеновите планине. Тврђава је саграђена на малој планинској равни. У подножју планине налази се истоимено ненасељено село са различитим стамбеним и економским зградама, као и велико рушевно гробље богато хачкарима.

### Спитак ванк
То је ненасељено село између 10. и 14. века, које се налази на десној обали реке Манкук, притоке реке Веди. Напуштено је 1950. године.

## Притисци на резерват
Предео у резервату је трпео значајне притиске услед људског развоја и мешања још од 4. века. У почетку су главне претње за резерват били лов животиња и сеча шума. Пре 2007. године, болест је значајно оштетила дрвеће смреке и друге биљке које расту у сувим климатским условима у резервату. Смрека је веома вредно дрво јер се њена смола користи у авијационој индустрији, дрво се користи за прављење намештаја и има бактерицидна својства. Незаконита сеча шуме и криволов су се дешавали крајем 1980-их и почетком 1990-их, што је довело до тога да се број животиња преполови током тих година. У последњим годинама, услови за фауну су се побољшали, а број дивљих животиња се повећао захваљујући климатским условима и адекватним мерама заштите које су финансиране из буџета.
Тренутно се неколико села налази унутар резервата, а многе сеоске заједнице су у близини резервата. Године 1985, део пољопривредног земљишта је одузет од власника и укључен у резерват, а у замену су добили друге парцеле. Данас 40 домаћинстава користи 20 хектара  пашњака унутар резервата, а делимично преклапање граница резервата и земљишта које користе локални становници омогућава кршење правне заштите резервата. Пример за то је Специјални резерват пескова Горован, који се налази у близини резервата и познат је као једина права пустиња у Јерменији под заштитом, али се експлоатише због експлоатације песка и испаше стоке.